# Петцольд, Александр
Александр Петцольд (нем. Georg Paul Alexaner Petzholdt; 1810—1889) — российский и немецкий учёный-агроном.

## Биография
Родился в Дрездене 29 января 1810 года. После средней школы в течение года посещал медико-хирургическую академию с целью подготовки к поступлению в Лейпцигский университет. В 1833 году окончил университет со степенью доктора медицины и хирургии.
Стал работать в Дрездене вольнопрактикующим врачом и в свободное время обучался химии у профессоров Розе в Берлине и Либиха в Гессене. Оборудовал в Дрездене химическую лабораторию, в которой работали Варрентрап и Штекгардт. При лаборатории была устроена аудитория, где Петцольд стал читать «лекции по чистой, технической и агрикультурной химии».
В августе 1846 года был назначен на вакантную должность профессора кафедры сельского хозяйства и технологии Дерптского университета. Среди его студентов магистрами агрономии стали А. Хлебодаров, К. Ген, Г. Кеппен.
Кроме преподавательской деятельности, постоянно совершал научные путешествия; в 1847—1849 годах исследовал балтийские губернии, Финляндию и среднюю Россию. В 1859 году четыре месяца провёл в командировке в Европе, посетил Германию, Бельгию, Англию. В 1862 году был командирован на Лондонскую всемирную выставку. В 1863—1864 годах был на Кавказе и в Закавказье. В 1868 году был вновь командирован за границу; побывал во Франции и Алжире. В 1871 году, по ходатайству генерал-губернатора Кауфмана, был отправлен в Туркестан для научно-практических исследований. По пути исследовал сельское хозяйство в Сибири от Омска до Семипалатинска.
В 1872 году оправлен в отставку и выехал сначала в Митаву, затем — в Фрайбург.
Умер 5 мая 1889 года[по какому календарю?].
Петцольд был автором более 40 научно-популярных и журнальных работ, написанных с 1836 г. по 1877 г. на немецком языке, с переводами на английский, датский, польский, итальянский языки. Его статьи печатались в «Журнале министерства народного просвещения», «Трудах императорского Вольного экономического общества». Часть сочинений была переведана на русский язык; в их числе:
- «Отчет об ученом путешествии в южные губернии Европейской Росии» (СПб., 1856)
- «Статьи о глубинке России, прежде всего в отношении сельского хозяйства» (Лейпциг, 1859)
- «Отчет профессора Петцольда об агрономических училищах Франции» (СПб., 1863).

Представляют интерес его книги о России того времени:
- Reise im westlichen und sudlichen europaischen Russland : im Jahre 1855 : mit in den Text gedruckten Holzschnitten und Karten / von Alexander Petzholdt. — Leipzig: Hermann Fries, 1864. — 501 с.
- Umschau im Russischen Turkestan : (im Jahre 1871) : nebst einer allgemeinen Schilderung des "Turkestanschen Beckens" : mit 27 in den Text gedruckten Holzschnitten und einer oro-hydrographischen Karte / von Alexander Petzholdt. — Leipzig: Verlag von Hermann Fries, 1877. — 396 с. (была переведена на русский язык; здесь Петцольд впервые применил географический термин — Туркестанский бассейн[1])